# پیتزا

پیتزاهای پرمایه مانند پیتزای در تصویر معمولاً شامل مواد
گوناگون مانند پپرونی، فلفل سبز، زیتون و قارچ می‌شود.

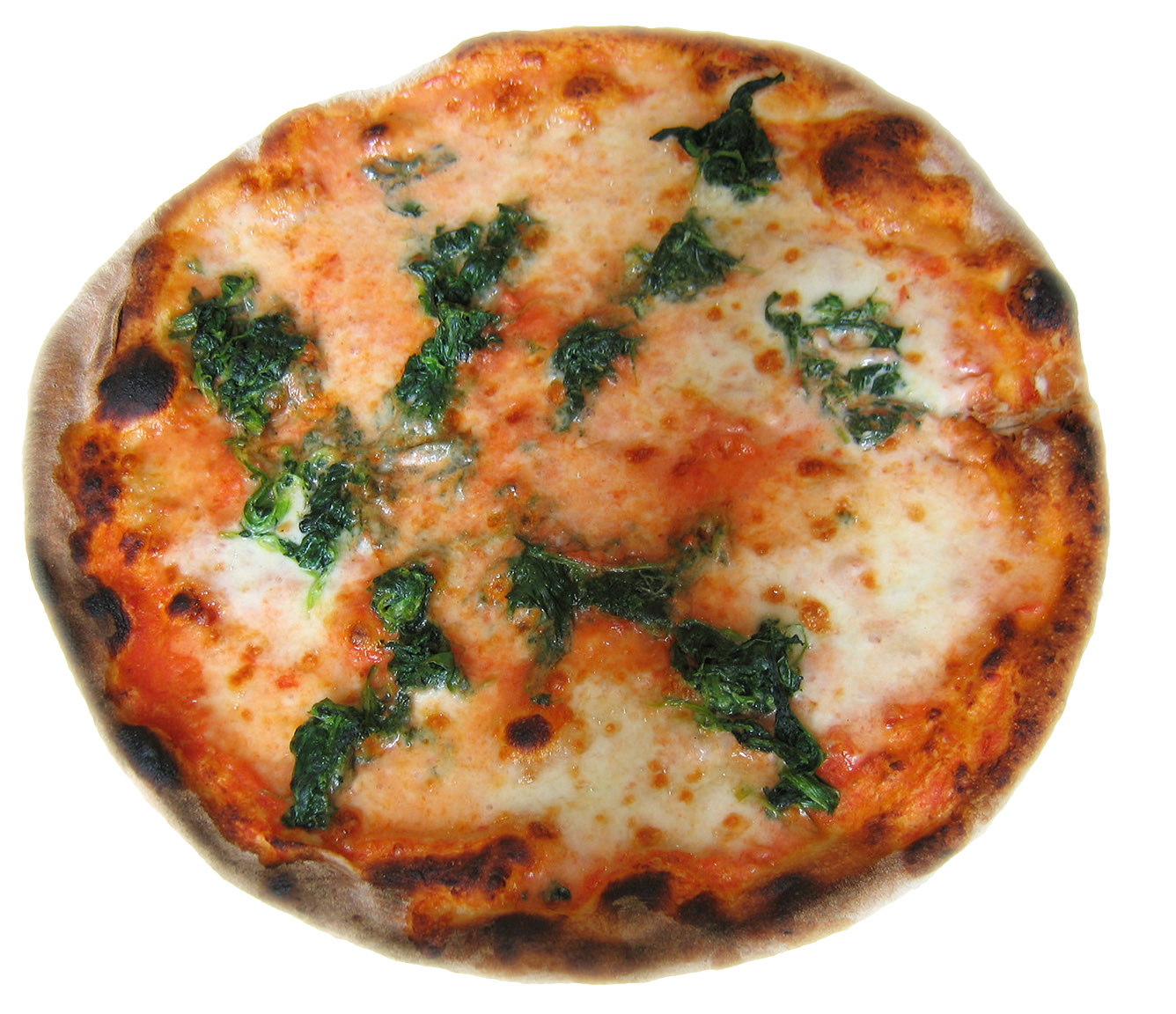
یک پیتزا درست شده از اسفناج در تورین، ایتالیا

پیتزا (به ایتالیایی: Pizza) غذایی است به شکل نان گِرد صافی که در فر یا اجاق‌گاز یا تنور پخته می‌شود و معمولاً روی آن را با سس گوجه‌فرنگی و پنیر می‌پوشانند و همچنین مواد دلخواه دیگر، روی نان اضافه می‌کنند. پنیری که استفاده می‌شود معمولاً پنیر موتزارلا یا پنیر پیتزا است. همچنین از مواد مختلفی (مانند ژامبون، قارچ، زیتون، پیاز، فلفل سبز، گوجه فرنگی و …) برای تهیه پیتزا استفاده می‌شود. به یک پیتزای کوچک پیتزتا (Pizzetta) و به کسی که پیتزا می‌پزد، پیتزایولو (Pizzaiolo) گفته می‌شود.
در ایتالیا، پیتزایی که در مکان‌های رسمی مانند رستوران‌ها سرو می‌شود، برش نخورده است و با کارد و چنگال خورده می‌شود. با این‌حال در مکان‌های غیررسمی‌تر، پیتزا برش خورده تحویل داده می‌شود و با دست خورده می‌شود.
اصطلاح پیتزا برای نخستین بار در قرن دهم میلادی به‌زبان لاتین در دست‌نوشته‌ای در شهر گائتا (واقع در جنوب ایتالیا) به ثبت رسیده است. پیتزای امروزی در ناپل اختراع شد و دستورالعمل تهیه آن در کشورهای مختلفی با تغییرات متعددی استفاده شده است. پیتزا یکی از مشهورترین غذاهای دنیا به‌حساب می‌آید و به‌عنوان یک فست‌فود متداول در اروپا و آمریکا استفاده می‌شود. بسیاری از شرکت‌ها پیتزاهای منجمد از قبل پخت شده را به‌فروش می‌رسانند که کافی است کمی گرم شود تا آماده مصرف شود.

## تاریخچه
باستان‌شناسان فرانسوی و ایتالیایی نان پخته شده با قدمت ۷۰۰۰ سال را در ساردینیا یافته‌اند. غذاهایی مانند پیتزا از دوران باستان تهیه می‌شده‌اند. اسناد حاکی از این است که مواد مختلفی برای ایجاد طعم به نان اضافه می‌شده است. در یونان باستان، نان‌ها را با روغن، گیاهان و پنیر می‌پوشاندند.
در قرن ششم قبل از میلاد سربازان شاهنشاهی هخامنشی سپرشان را روی آتش گذاشته و بعد خمیری روی آن می‌گذاشتند و مواد غذایی مختلفی مانند خرما و پنیر را روی آن می‌ریختند و می‌خوردند.
پیتزا به شکل مدرن، در ابتدا در ظرف‌هایی در ناپولی در قرن ۱۸ و اوایل قرن ۱۹ میلادی طبخ می‌شد. در آن مقطع زمانی اغلب، نان با مواد تشکیل دهنده مانند سیر، نمک، گوشت، پنیر، ریحان پوشانده می‌شدند. معلوم نیست که گوجه فرنگی برای نخستین بار در چه زمانی به پیتزا اضافه شد و در این مورد بسیاری از ادعاهای متناقض وجود دارد. تا حدود سال ۱۸۳۰ میلادی، پیتزا در غرفه‌هایی در هوای آزاد و در خارج از پیتزا فروشی‌ها فروخته می‌شد و برخی از پیتزا فروشی‌ها امروزه این سنت قدیمی را زنده نگه می‌دارند.
بر طبق یکی از افسانه‌های معاصر، نمونه اولیه پیتزا یعنی پیتزا مارگریتا در سال ۱۸۸۹ اختراع شد، زمانی که کاخ سلطنتی کاپودیمونته از آشپز خود رافائل اسپوسیتو خواست تا به افتخار بازدید از ملکه مارگاریتا پیتزایی درست کند. از میان سه نوع پیتزای تهیه شده توسط او، ملکه پیتزایی که از سه رنگ پرچم ایتالیا: قرمز (گوجه)، سبز (ریحان)، سفید (موتزارلا) تهیه شده بود را شدیداً ترجیح داد. ظاهراً این نوع پیتزا پس از ملکه تحت عنوان «پیتزا مارگاریتا» نام‌گذاری شد.
پیتزا توسط مهاجران ایتالیایی در اواخر قرن ۱۹ میلادی به آمریکا آورده شد؛ و در ابتدا در مناطقی که مهاجران ایتالیایی در آمریکا در آن سکونت داشتند، پدیدار شد. پیتزا لومباردی، نخستین پیتزا فروشی آمریکا بود که در سال ۱۹۰۵ میلادی در نیویورک افتتاح شد.

## انواع پیتزا
تعداد زیادی از انواع پیتزا وجود دارد که با انتخاب مواد و گاهی اوقات نوع خمیر نیز مشخص می‌شوند. از میان انواع پیتزاها با خمیرهای مختلف می‌توان به کالزونه، مادربزرگ، پیتزتا و… اشاره کرد.

### انواع پیتزا براساس منطقه

#### ایتالیا
پیتزای اصیل ناپلی با گوجه‌فرنگی سان مارزانو که در دشت‌های آتشفشانی جنوب کوه وزوویوس رشد می‌کند، و موتزارلا دی بوفالا کامپانیا که با شیر از گاومیش‌های آبی که در باتلاق‌های کامپانیا و لاتزیو پرورش یافته‌اند، تهیه می‌شود. پیتزاهای سنتی دیگر عبارتند: از پیتزا آلا مارینارا که روی آن با سس مارینارا پوشانده می‌شود و ظاهراً قدیمی‌ترین پیتزا با گوجه فرنگی است، پیتزا کاپریچوزا که با پنیر موتزارلا، ژامبون پخته، قارچ، کنگر فرنگی و گوجه فرنگی زیتون و تخم مرغ اب پز تهیه می‌شود.
یک نوع محبوب از پیتزا در ایتالیا پیتزا سیسیلی است (به‌طور محلی sfincione یا sfinciuni نامیده می‌شود) که یک پیتزا با پوسته ضخیم است که در قرن هفدهم در سیسیل نشات گرفت. این پیتزا تا دهه ۱۸۶۰، نوعی پیتزا بود که معمولاً در سیسیل، به ویژه در بخش غربی جزیره مصرف می‌شد. انواع دیگر پیتزاها نیز در دیگر مناطق ایتالیا یافت می‌شوند، به‌عنوان مثال پیتزا آل پادلینو یا پیتزا آل تگامینو، پیتزای با پوسته ضخیم که معمولاً در تورین سرو می‌شود.

#### ایالات متحده
نخستین پیتزا فروشی در ایالات متحده در سال ۱۹۰۵ در شهر نیویورک در ایتالیای کوچک افتتاح شد. چاشنی‌های رایج برای پیتزا در ایالات متحده شامل گوشت چرخ کرده، مرغ، ژامبون، قارچ، زیتون، پیاز، فلفل، پپرونی، آناناس، سالامی، سوسیس، اسفناج، استیک و گوجه فرنگی است. انواع سبک‌های پیتزاهای آمریکایی در قرن بیستم توسعه یافتند، از جمله سبک‌های بوفالو، کالیفرنیا، شیکاگو، دیترویت، یونانی، نیوهیون، نیویورک و سنت لوئیس.
۱۳ درصد از جمعیت ایالات متحده در هر روز پیتزا مصرف می‌کنند. پیتزافروشی‌های زنجیره ای مانند دومینوز پیتزا و پیتزا هات و خرید پیتزاهای منجمد از سوپرمارکت‌ها، پیتزا را به راحتی در سراسر کشور در دسترس قرار می‌دهند.

#### آرژانتین
آرژانتین، و به‌طور خاص بوئنوس آیرس، شاهد مهاجرت‌های قابل توجهی از ایتالیا در پایان قرن نوزدهم بود. مهاجران از ناپل و جنوا نخستین پیتزا فروشی‌ها در بوئنوس آیرس را افتتاح کردند، اگرچه با گذشت زمان ساکنان آرژانتینی صاحب اکثریت این پیتزافروشی‌ها شدند.
پیتزای آرژانتینی پوسته ضخیم‌تری دارد که به آن «مدیا ماسا» (نیم خمیر) نسبت به پیتزای سنتی ایتالیایی می‌گویند و در آن از پنیر بیشتری استفاده می‌کنند. در آرژانتین پیتزا اغلب همراه با شراب موسکاتو سرو می‌شود. محبوب‌ترین نوع پیتزا «موزارلا» نام دارد، شبیه پیتزای ناپل (نان، سس گوجه‌فرنگی و پنیر) اما با پوسته ضخیم‌ترِ «مدیا ماسا»، سه نوع پنیر و سس گوجه‌فرنگی؛ و همچنین معمولاً با زیتون نیز درست می‌شود. این پیتزا تقریباً در هر گوشه ای از کشور یافت می‌شود. دیگر گونه‌های محبوب پیتزای آرژانتینی عبارتند از ژامبون و لونگانیزا. دو نوع پیتزای آرژانتینی با پیاز نیز بسیار محبوب هستند: فوگازا دارای پوسته پیتزای معمولی با پنیر و پیاز؛ و فوگازتا، با پنیر بین دو پوسته پیتزا و با پیاز در بالا.

## رکوردها
از سال ۲۰۲۱ طبق رکوردهای جهانی گینس:
- بزرگ‌ترین پیتزای جهان در دسامبر ۲۰۱۲ در رم تهیه شد و مساحت آن ۱۲۶۱ متر مربع بود. این پیتزا برای ادای احترام به نخستین امپراتور روم اکتاویان آگوستوس «اُتاویا» نامگذاری شد و با خمیر بدون گلوتن ساخته شد.
- طولانی‌ترین پیتزای جهان ۱۹۳۰٫۳۹ متر طول داشت و در فونتانا، کالیفرنیا در سال ۲۰۱۷ ساخته شد. دیگر رکوردهای قبلی شامل رکورد مارکینتی (تومه‌یوسو، اسپانیا) است که در آن پیتزای ۱۱۴۱٫۵ متری به دست آمد که خود از رکورد قبلی در لهستان پیشی گرفت.
- گران‌ترین پیتزای موجود جهان که توسط رکوردهای جهانی گینس به رسمیت شناخته شده است، ۲۷۰۰ دلار آمریکا قیمت دارد و از ۲۴ آوریل ۲۰۱۷ در آشپزخانه صنعتی در نیویورک، ایالات متحده آمریکا فروخته شد. این پیتزا از خمیر جوهر ماهی مرکب ساخته شده است. روی آن از پنیر استیلتون سفید بریتانیایی، فوای گراس فرانسوی، خاویار اوسترا از دریای خزر، خاویار آلماس، و برگ‌های طلای ۲۴ عیار پوشانده شده است.

پیتزاهای گران‌تری گزارش شده‌اند، اما توسط رکوردهای جهانی گینس به رسمیت شناخته نشده‌اند، مانند پیتزا رویال ۴۲۰۰ پوندی در رستورانِ "هاگیس ۰۰۷" در گلاسکو، اسکاتلند، که مملو از خاویار، خرچنگ و گرد و غبار طلای ۲۴ عیار است؛ و همچنین پیتزای خاویاری ۱۰۰۰ دلاری ساخته شده توسط پیتزا فروشی Nino's Bellissima در شهر نیویورک، آمریکا.